# Якубов, Мухаммадхуча Искандарович
Мухаммадхуча Искандарович Якубов (род. 31 марта 1995 в Исфаре, Таджикистан) — таджикский боксёр-профессионал выступающий в лёгкой и второй полулёгкой весовых категориях. Обладатель ряда чемпионских региональных и молодёжных титулов по версиям WBC, WBA, IBF и WBO. Обязательный претендент на пояс WBC во втором полулегком весе (до 59 кг)

## Карьера
Мухаммадхуча Якубов дебютировал на профессиональном ринге 12 декабря 2015 года победив россиянина Владимира Терехова, для которого этот поединок так же стал дебютным. 15 ноября 2016 года в своём четвёртом поединке на профи-ринге победил техническим нокаутом россиянина Николая Бузолина (5-2-1) и завоевал вакантный титул чемпиона Азии по версии WBC. 18 февраля 2017 года защитил титул в бою против колумбийца Йогли Эрреры (28-17).
2 мая 2017 года победил узбекского боксёра Ферузбека Юлдашева (5-2) и завоевал вакантный титул чемпиона мира среди молодёжи в лёгком весе по версии WBO. 9 июля того же года защитил титул в бою против японца Даяки Итикава (9-2). Затем провёл два рейтинговых поединка, в которых одержал досрочные победы.
10 февраля 2018 года победил единогласным судейским решением россиянина Марка Урванова (12-1) и выиграл вакантные титулы чемпиона Балтийских стран по версии IBF и континентального чемпиона по версии WBA во втором полулёгком весе. 18 августа 2018 года нокаутировал мексиканца Виктора Алехандро Суньигу (18-1) и завоевал вакантный титул интернациоанльного чемпиона по версии WBC. 2 февраля 2019 года защитил титул победив единогласным судейским решением бывшего чемпиона мира по версии WBA Эмануэля Лопеса (29-9-1).
В 2019 году Якубов расширил свой тренерский штаб и начал работать с Фредди Роучем, Педро Гарсией, Владимиром Видовым и Жанной Поповой.
2 ноября 2019 года он одержал победу над действующим чемпионом Мексики Абрахамом Монтойя
7 марта 2020 года Якубов провел третью защиту титула WBC International. Решением судей он одержал победу над экс-чемпионом мира WBC Томасом Рохасом

#### Претендентский бой с Пабло Висенте
25 ноября 2023 года в Лас Вегасе (США) в андеркарде боя Девид Бенавидес - Деметриус Андраде встретился с претендентском бою по версии WBC во втором полулегком весе (до 59 кг) с кубинцем Пабло Висенте (23-1, 17 КО). Бой прошёл всю дистанцию. Боксёр из Таджикистана победил со счётом: 96-94, 97-93 и 98-92. Благодаря победе стал обязательным претендентом на титул WBC которым владеет О’Шаки Фостер (21-2 12 KO) которому проиграл в марте 2022 года.

## Статистика в профессиональном боксе
В таблице перечислены результаты всех поединков боксёров.
В каждой строке указан результат поединка. Дополнительно номер поединка обозначен цветом, который обозначает итог поединка. Расшифровка обозначений и цветов представлена в нижеследующей таблице.
| Пример | Расшифровка                     |
| ------ | ------------------------------- |
|        | Победа                          |
|        | Ничья                           |
|        | Поражение                       |
|        | Планируемый поединок            |
|        | Поединок признан несостоявшимся |
| КО     | Нокаут                          |
| ТКО    | Технический нокаут              |
| PTS    | Решение судей (по очкам)        |
| UD     | Единогласное решение судей      |
| MD     | Решение большинства судей       |
| SD     | Раздельное решение судей        |
| RTD    | Отказ от продолжения боя        |
| DQ     | Дисквалификация                 |
| NC     | Поединок признан несостоявшимся |

| 18 | 3 сентября 2021  | Кристиан Палма (31-10-2)          | Академия единоборств РМК, Екатеринбург,Россия  | KO4 (12)  | Пятая защита титула WBC International.                                                               |
| 17 | 27 марта 2021    | Лунги Сайтмелы (13-0-0)           | Академия единоборств РМК, Екатеринбург,Россия  | UD12 (12) | Четвёртая защита титула WBC International.                                                           |
| 16 | 7 марта 2020     | Томас Рохас (51-18-1)             | Академия единоборств РМК, Екатеринбург,Россия  | UD12 (12) | Третья защита титула WBC International.                                                              |
| 15 | 2 ноября 2019    | Абрахам Монтойя (18-1-1)          | Академия единоборств РМК, Екатеринбург, Россия | UD12 (12) | Вторая защита титула WBC International.                                                              |
| 14 | 13 июля 2019     | Джон Гемино (20-11-1)             | Академия единоборств РМК, Екатеринбург, Россия | KO2 (8)   | Рейтинговый бой.                                                                                     |
| 13 | 22 февраля 2019  | Эммануэль Лопес (29-9-1)          | КРК "Уралец", Екатеринбург, Россия             | UD10 (10) | Первая защита титула WBC International.                                                              |
| 12 | 19 августа 2018  | Виктор Алехандро Суньига (18-1-0) | ДИВС, Екатеринбург, Россия                     | KO1 (10)  | Завоевал вакантный WBC International.                                                                |
| 11 | 10 февраля 2018  | Марк Урванов (12-1-0)             | ДИВС, Екатеринбург, Россия                     | UD12 (12) | Завоевал вакантные титулы WBA Continental, IBF Baltic. Урванов был в нокдауне на канатах в 4 раунде. |
| 10 | 15 декабря 2017  | Хайме Барселона (40-62-3)         | ДИВС, Екатеринбург, Россия                     | KO1 (8)   | |
| 9  | 9 сентября 2017  | Эрни Санчес (7-1-1)               | Трактор, Челябинск, Россия                     | KO4 (8)   | |
| 8  | 9 июля 2017      | Даики Итикава (9-2-0)             | ДИВС, Екатеринбург, Россия                     | TKO1 (10) | Защитил титул WBO Youth (чемпион мира среди молодежи).                                               |
| 7  | 2 мая 2017       | Феруз Юлдашев (5-2-0)             | Дом Печати, Екатеринбург, Россия               | RTD4 (8)  | Завоевал вакантный титул WBO Youth (чемпион мира среди молодежи).                                    |
| 6  | 18 февраля 2017  | Йогли Эррера (28-17-0)            | Трактор, Челябинск, Россия                     | UD10 (10) | Защитил титул WBC Asian.                                                                             |
| 5  | 15 ноября 2016   | Николай Бузолин (дебют)           | Дом Печати, Екатеринбург, Россия               | TKO8 (10) | Бой за вакантный титул WBC Asian, Бузолин в нокдауне в первом раунде.                                |
| 4  | 17 сентября 2016 | Андраник Хлоян (1-0-0)            | СКК им. Блинова, Омск, Россия                  | KO4 (8)   | |
| 3  | 8 мая 2016       | Николай Бузолин (4-1-1)           | Дворец Спорта, Видное, Россия                  | SD (6)    | Счет судейских записок: 59-55, 59-55, 56-58.                                                         |
| 2  | 22 апреля 2016   | Амир Салтаев (1-0-0)              | Супер-клуб, Псков, Россия                      | MD (4)    | |
| 1  | 12 декабря 2015  | Владимир Терехов (дебют)          | Боксерский клуб, Самара, Россия                | RTD3 (4)  | Профессиональный дебют Якубова.                                                                      |